# Christoph Wenzel von Nostitz-Rokitnitz
Christoph Wenzel von Nostitz-Rokitnitz (auch Christoph Wenzel von Nostitz; tschechisch Kryštof Václav z Nostic; * 14. September 1648 in Rokitnitz, Königgrätzer Kreis; † 2. Januar 1712 auf Schloss Lobris, Erbfürstentum Schweidnitz-Jauer) war Landeshauptmann der schlesischen Fürstentümer Wohlau, Glogau und Schweidnitz-Jauer sowie Kaiserlicher Geheimrat. Als Bibliophiler und Kunstsammler hinterließ er auf seinem Schloss Lobris eine reiche Bibliothek sowie eine wertvolle Gemäldegalerie.

## Leben
Christoph Wenzel entstammte dem Adelsgeschlecht Nostitz. Seine Eltern waren Otto von Nostitz-Rokitnitz (1608–1664) und Barbara Katharina Elisabeth von Wachtel und Panthenau. Im Alter von zehn Jahren gaben ihn seine Eltern an das Prager Clementinum zur Ausbildung. Ab 1660 studierte er an der Karls-Universität Prag, wo er 1665 die Disputation ablegte. Danach unternahm er eine zweijährige Kavalierstour. 1672/1673 ernannte ihn Kaiser Leopold I. zum Kämmerer, und 1675 verlieh er ihm den böhmischen Grafentitel. Im selben Jahr entsandte er ihn als Botschafter an den polnischen Reichstag nach Grodno. Nach dem Tod seines Onkels Johann Hartwig von Nostitz-Rieneck 1683 verlieh ihm der Kaiser die Grafschaft Rieneck. 1692 folgte die Erhöhung in den Reichsgrafenstand. Mit der Ernennung zum Kaiserlichen Geheimrat gelang ihm der Aufstieg am Wiener Kaiserhof.
In Schweidnitz, der Landeshauptstadt des Erbfürstentums Schweidnitz-Jauer, gründete Christoph Wenzel 1676 auf dem Gelände der ehemaligen Herzogsburg ein Kapuzinerkloster. In der dortigen Gruft wurde er 1712 beigesetzt. Erbe wurde Christoph Wenzels Sohn Johann Karl von Nostitz-Rokitnitz (1673–1740), Kämmerer des Kaisers Joseph I.

## Familie und Besitzungen
Christoph Wenzel vermählte sich 1670 mit der Freifrau Maria Juliane von Mettich, die 1706 starb. 1708 heiratete er Maria Elisabeth von Schönau. Aus der ersten Ehe stammten mehrere Nachkommen. Die zweite Ehe blieb kinderlos.
Von seinem Vater erbte Christoph Wenzel das Städtchen Rokitnitz im Adlergebirge mit einigen umliegenden Dörfern. Außerdem gehörten ihm im Erbfürstentum Schweidnitz-Jauer südöstlich von Jauer Lobris, Profen, Herzogswaldau, Poischwitz und Seckerwitz.

## Kunstsammler, Mäzen und Bibliophiler
Für das Schloss Lobris, das 1654 von seinem Vater Otto von Nostitz (1608–1664) erworben wurde, erweiterte Christoph Wenzel den ererbten Buchbestand zu einer Bibliothek, ebenso die Gemälde-, Graphik- und die Sammlung naturwissenschaftlicher Gegenstände. Für die Schlosskapelle gab er 1682 dem damals in Schlesien führenden Maler Michael Willmann einen Gemäldezyklus sowie das Gemälde Befreiung Andromedas in Auftrag.
Auch im Schloss Rokitnitz befand sich eine umfangreiche Bibliothek mit bibliophilen Kostbarkeiten, die 1823 in die Schlossbibliothek Plan gelangte. Dort befinden sich u. a. einige Bücher mit eigenhändigen Vermerken Christoph Wenzels, außerdem neun in Kupfer gestochene heraldische Exlibris mit den Initialen «C.W.G.V.N.» (Christophorus Wenceslaus Graf von Nostitz-Rieneck).